# Muerte de Daunte Wright
El 11 de abril de 2021, en Brooklyn Center, Minnesota, Daunte Wright, un hombre afroamericano de 20 años, recibió un disparo de la oficial de policía Kimberly Potter durante una parada de tráfico.
Según la policía del Brooklyn Center, Potter le disparó accidentalmente; supuestamente tenía la intención de usar su taser, pero en su lugar disparó su arma de fuego, golpeando a Wright con un solo disparo. Después de recibir un disparo, condujo varias cuadras antes de chocar su vehículo contra otro y chocar contra una barrera de cemento. Fue declarado muerto en el lugar. Un médico forense determinó que la forma de muerte fue homicidio.
El tiroteo provocó protestas y manifestaciones en el Brooklyn Center, lo que llevó a un toque de queda en toda la ciudad el 11 de abril. También se han producido manifestaciones en Minneapolis-St. Paul y en ciudades de los Estados Unidos.

## Trasfondo
El incidente, que tuvo lugar el 11 de abril de 2021, ocurrió de forma simultánea al juicio de Derek Chauvin, el policía que el 25 de mayo de 2020 asesinó a George Floyd al presionar su cuello con la rodilla durante varios minutos. La muerte de Wright ocurrió a aproximadamente 10 millas (16 kilómetros) de George Floyd Square donde George Floyd fue asesinado. De acuerdo al The New York Times, el tiroteo de Wright "inyectó más frustración y ansiedad en la región de Twin Cities", aumentando la tensión y la indignación.
El asesinato de Wright fue el sexto asesinato por parte de la policía de Brooklyn desde 2012, y sólo uno de ellos fue a una persona blanca. Al menos 207 personas han muerto a manos de las fuerzas del orden en Minnesota desde 2000, según una base de datos de un periódico local.

## Participantes
Daunte Wright era un hombre afroamericano de 20 años.  El 2 de abril de 2021, el Tribunal de Distrito del Condado de Hennepin emitió una orden de arresto contra Wright por un delito menor grave por portar un arma sin un permiso y un delito menor por huir de la policía. Wright no se había presentado a una audiencia de marzo de 2021.
Wright recibió un disparo de Kimberly Potter, de 48 años y oficial de policía durante 26 años desde su licencia de policía en 1995 a los 22 años. Potter estaba entrenando a otro oficial en el momento del incidente.

## Incidente

### Parada de tráfico
Wright conducía con su novia en su Buick LaCrosse 2011 blanco. A la 1:53 p. m.  hora local el 11 de abril de 2021, la policía de Brooklyn Center los detuvo en 63rd Avenue North; los oficiales dijeron que lo hicieron debido a que la etiqueta / calcomanía de registro del automóvil en la placa de matrícula estaba vencida. Según el fiscal Pete Orput, más tarde notaron la presencia de un ambientador colgando del espejo retrovisor del automóvil, en violación de la ley de Minnesota. Los oficiales revisaron el nombre de Wright a través de una base de datos policial y se enteraron de que tenía una orden de arresto abierta "después de no comparecer ante el tribunal por cargos de huir de los oficiales y poseer un arma sin permiso durante un encuentro con la policía de Minneapolis en junio". Basado en esa información la policía trató de arrestarlo.
Las imágenes de la cámara del cuerpo de la policía mostraron a dos hombres y una mujer (Potter) acercándose al automóvil.

### Llamada telefónica
La madre de Wright habló con los periodistas y dijo que su hijo la había llamado durante la parada de tráfico.  Dijo que había escuchado lo que sonó como una pelea y un oficial diciendo: "Daunte, no corras" antes de que el teléfono colgara y que su hijo había sido detenido por tener un ambientador colgando de su espejo retrovisor.

## Juicio
La ex policía Kimberly Potter fue juzgada y declarada culpable de los cargos de homicidio involuntario en primer y segundo grado.